# IEEE 802.1AE
IEEE 802.1AE (també conegut com MACsec) és un estàndard de seguretat de xarxa que opera a la capa de control d'accés mitjà i defineix la confidencialitat i la integritat de les dades sense connexió per als protocols independents d'accés als mitjans. Està estandarditzat pel grup de treball IEEE 802.1.

## Detalls
La gestió de claus i l'establiment d'associacions segures està fora de l'àmbit de 802.1AE, però està especificat per 802.1X-2010.
L'estàndard 802.1AE especifica la implementació d'una entitat de seguretat MAC (SecY) que es pot considerar com a part de les estacions connectades a la mateixa LAN, proporcionant un servei MAC segur al client. La norma defineix
- Format de trama MACsec, que és similar a la trama Ethernet, però inclou camps addicionals:[3]
  - Security Tag, que és una extensió de l'EtherType.
  - Codi d'autenticació de missatges (ICV).
- Connectivitat segura Associacions que representen grups d'estacions connectades mitjançant canals segurs unidireccionals
- Associacions de seguretat dins de cada canal segur. Cada associació utilitza la seva pròpia clau (SAK). Es permet més d'una associació dins del canal amb l'objectiu de canviar la clau sense interrupció del trànsit (l'estàndard requereix que els dispositius admetin almenys dos)
- Un conjunt de xifratge predeterminat de GCM-AES-128 (mode Galois/Counter of Advanced Encryption Standard xifrat amb clau de 128 bits)
  - GCM-AES-256 amb una clau de 256 bits es va afegir a l'estàndard 5 anys més tard.

L'etiqueta de seguretat dins de cada fotograma, a més d'EtherType, inclou:
- número d'associació dins del canal
- número de paquet per proporcionar un vector d'inicialització únic per als algorismes de xifratge i autenticació, així com protecció contra atacs de reproducció
- identificador de canal segur opcional per a tota la LAN (no és necessari als enllaços punt a punt).

L'estàndard IEEE 802.1AE (MACsec) especifica un conjunt de protocols per complir els requisits de seguretat per protegir les dades que travessen les LAN Ethernet.
MACsec permet identificar connexions LAN no autoritzades i excloure de la comunicació dins de la xarxa. En comú amb IPsec i TLS, MACsec defineix una infraestructura de seguretat per proporcionar confidencialitat de dades, integritat de dades i autenticació de l'origen de les dades.